# Erich Jamin
Erich Jamin (* 20. März 1907 in Witten; † 29. Dezember 1976) war ein Oberst und Hauptabteilungsleiter des Ministeriums für Staatssicherheit (MfS) der Deutschen Demokratischen Republik (DDR). Von 1959 bis 1965 war er Leiter der Hauptabteilung VII, zuständig für „die Absicherung“ des Ministeriums des Inneren und der Polizei der DDR.

## Leben
Jamin, Sohn eines Schlossers, schloss 1917 die Volksschule ab und erlernte bis 1926 die Berufe des kaufmännischen Angestellten und des Bäckers, in dem er bis 1928 tätig war. 1928 wurde er arbeitslos, war zeitweise als Bauarbeiter tätig und schloss 1929 das Abendgymnasium ab.
1929 trat Jamin in die Kommunistische Partei Deutschlands (KPD) ein. Nach der Machtübernahme der Nationalsozialisten und dem Verbot kommunistischer Betätigung wurde er im Juli 1933 im Konzentrationslager KZ Brandenburg interniert und bis Dezember 1933 festgehalten. Nach seiner Entlassung wurde er überwacht und musste sich regelmäßig bei der Polizei melden. 
1936 wurde Jamin erneut festgenommen und wegen „Vorbereitung zum Hochverrat“ verurteilt. Bis 1944 wurde er im Zuchthaus Brandenburg und im Konzentrationslager KZ Sachsenhausen interniert. 1944 wurde Jamin gezwungen, in der SS-Sondereinheit Dirlewanger im Zweiten Weltkrieg zu kämpfen. Noch im selben Jahr geriet er in sowjetische Kriegsgefangenschaft, aus der er 1947 entlassen wurde.
Nach seiner Rückkehr nach Deutschland wurde Jamin im Referat K 5, der politischen Polizei, der Deutschen Verwaltung des Innern (DVdI) eingestellt. Aus der DVdI wurde nach Gründung der DDR das Ministerium des Inneren (MdI) und aus dem Referat 5 die Hauptverwaltung zum Schutze der Volkswirtschaft, welche 1950 zum MfS wurde. Jamin übernahm ab 1948 leitende Funktionen und wurde Leiter der Abteilung VIb, zuständig für Sicherheitsüberprüfungen.
1953 wurde Jamin zum Oberst befördert und wurde Abteilungsleiter, später stellvertretender Hauptabteilungsleiter, in der MfS-Hauptabteilung V, zuständig für den Staatsapparat. 1959 wurde er Hauptabteilungsleiter der Hauptabteilung VII, zuständig für das Ministerium des Inneren und die Polizei der DDR. 1965 ging er in Rente. 
Sein Grab befindet sich in der Gräberanlage Pergolenweg des Berliner Zentralfriedhofs Friedrichsfelde.